# Pietro Roselli
Pietro Roselli (Roma, 4 luglio 1808 – Ancona, 20 dicembre 1885) è stato un generale italiano.

## Biografia

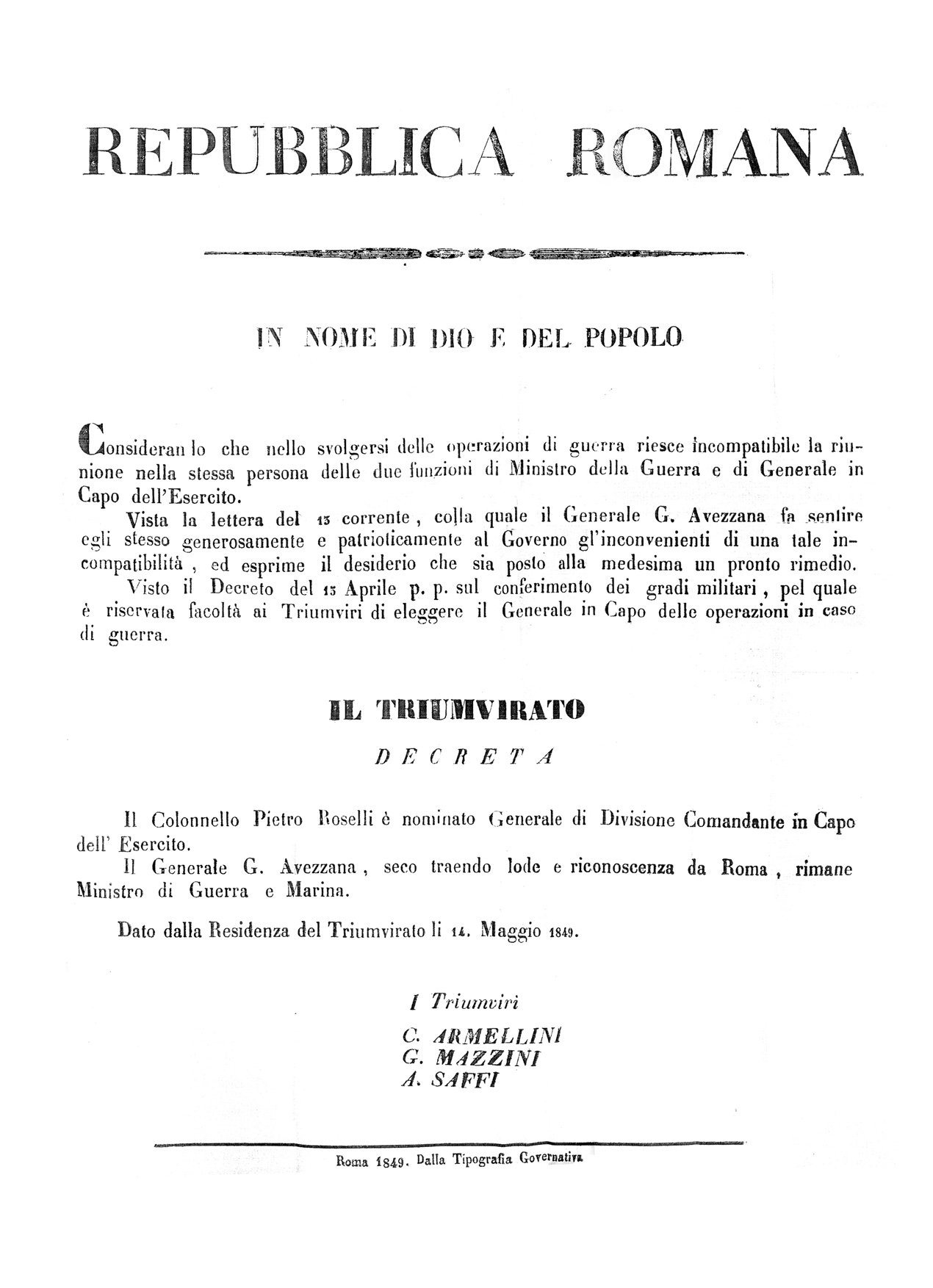
Proclama del Triumvirato della Repubblica Romana in cui viene nominato Pietro Roselli generale di divisione Comandante in Capo dell'Esercito della Repubblica, 14 maggio 1849 - Archivio Roselli Lorenzini

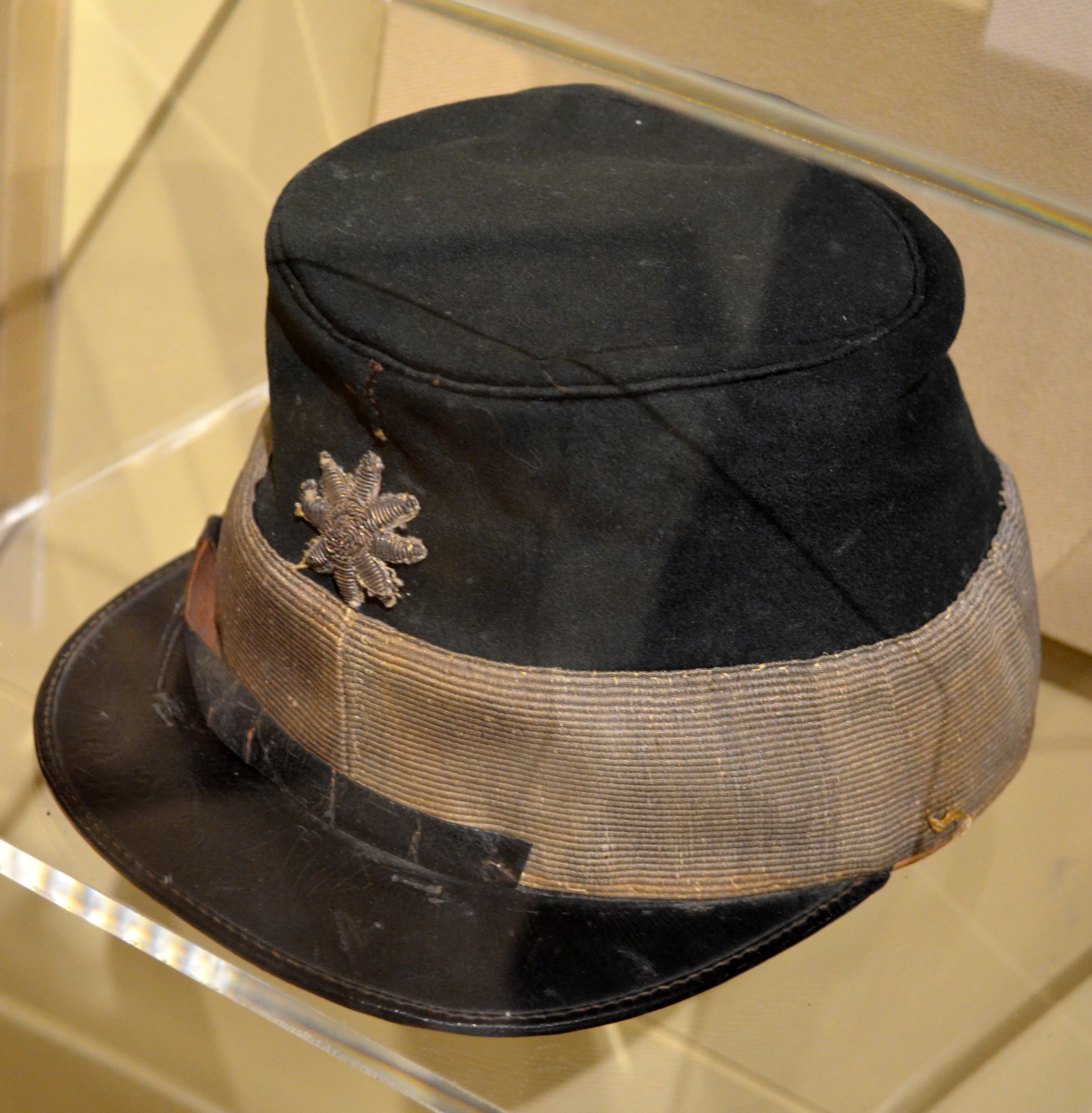
Berretto del Generale in Capo Pietro Roselli donato dalla Famiglia Roselli Lorenzini al Museo del Risorgimento - Archivio Roselli Lorenzini

Appartenente all'esercito pontificio, dopo l'accademia militare fu tenente del genio nell'esercito e Maestro di Scherma.
Nel 1848 alla testa di un battaglione di volontari prese parte con il grado, prima di capitano, e poi di maggiore alla prima guerra di indipendenza in Veneto.
Nel 1849 furono richiamate a Roma tutte le truppe ed il Roselli vi giunge ad aprile 1849 quando il Pontefice Pio IX aveva già abbandonato la città.
Qui ricevette dal Governo provvisorio l'ordine di recarsi a Macerata dove si occupò con 10 compagnie di fanteria del problema del brigantaggio nell'ascolano.
Il 13 maggio 1849 fu richiamato a Roma, e sebbene avesse una notevole cultura militare / strategica dal punto di vista teorico, ma un'esperienza limitata di guerra, fu promosso il 14 maggio, sotto spinta di Giuseppe Mazzini,  "generale di divisione Comandante in Capo dell'Esercito" e gli venne affidato il comando supremo delle truppe composte di 11.500 uomini, in maggioranza provenienti dallo Stato pontificio.
Si giustificò la nomina del Roselli, a scapito di quella di Giuseppe Garibaldi, con la motivazione che sarebbe stato meglio accetto da parte dell'esercito regolare, dalla stessa Repubblica e all'estero essendo romano, ex militare regolare pontificio e di sentimenti moderati.
Infatti, per arginare le difficoltà che la Repubblica avrebbe incontrato da lì a poco si riteneva che occorresse un esercito pronto alla guerra e disciplinato che avesse un capo esperto di guerra.
Un capo che conoscesse la logistica locale e che godesse la simpatia dei combattenti.
Tra i soldati, infatti, incominciava a circolare uno spirito di insofferenza campanilistico per quei capi stranieri che venivano a comandare un esercito che non conoscevano.
Per questo motivo si fece un rimpasto nelle alte sfere militari ed il 14 maggio si scisse la carica di Ministro della Guerra da quella di Generale in Capo dell'Esercito, ed a quel posto fu nominato il colonnello Pietro Roselli.
Garibaldi fu promosso generale di divisione e Carlo Pisacane passò alla dipendenza del Roselli.
In un istante di crisi durissima come quello, probabilmente questi cambiamenti non furono molto opportuni: innanzitutto si venivano a creare delle nuove interferenze di autorità tra il Comando dell'esercito, il Ministero della Guerra ed il Triumvirato con pieni poteri; ma, soprattutto, mettendo il Garibaldi alla dipendenza del Roselli si veniva a creare una pericolosa autonomia direttiva nei due generali, della quale non si tardarono a veder le conseguenze, in capo a cinque giorni, al combattimento di Velletri.
A Velletri il Roselli preparò un piano che Garibaldi fece fallire contravvendendo a degli ordini diretti portando un assalto con l'avanguardia senza aspettare l'arrivo del Roselli con il grosso delle truppe.
Pisacane commenterà nei suoi scritti che la mossa avventata di Garibaldi aveva rovinato tutto il piano di guerra e tutti gli storici, anche quelli non sospetti di partigianeria, hanno concordato su questo punto.
È da sottolineare come il bilancio del fatto d'arme di Velletri presenti le caratteristiche comuni a tutte le azioni militari della Repubblica svoltesi fino a quel momento.
Alla fine non fu altro che una vittoria che aveva sì allontanato l'esercito invasore, ma che non risolveva alcuno dei problemi vitali della difesa.
Le ragioni di questa mancanza di efficacia delle operazioni militari va ricercata proprio nella mancanza di una direttiva univoca che danneggiava tutte le mosse politiche e militari della Repubblica.
Presi il Mazzini, il Roselli, il Garibaldi ed il Pisacane singolarmente erano tutti ottime persone, ma probabilmente erano incapaci di collaborare insieme e la loro non unione di intenti non fu di certo di aiuto alla difesa della Repubblica.
Così cominciò il conflitto fra il Roselli ed il Garibaldi che si protrasse per anni.
Caduta la Repubblica Romana, il Roselli, dopo una breve permanenza nel dintorni di Roma, passò in Piemonte ritrovandosi da un lato isolato dai conservatori, perché lo ritenevano mazziniano, e dall'altro dagli stessi mazziniani che lo ritenevano conservatore.
Per difendersi dalle voci messe in giro dai seguaci di Garibaldi, nel 1853 il Roselli pubblicò un opuscolo sui fatti di Velletri a causa del quale un anno dopo Garibaldi lo sfidò a duello per riscattare il suo onore a suo dire macchiato dalle affermazioni contenute nella pubblicazione.
Il Roselli, stando agli articoli dei giornali del periodo, era una delle prime lame di Italia ed era stato Maestro di scherma e per questo motivo amici in comune ai due vollero trovare un escamotage per evitare il duello e non mettere in pericolo la vita di Garibaldi, ritenuto fondamentale per portare a compimento il sogno italiano.
Il Roselli accettò il duello e furono nominati i padrini, ma fu convinto a mettere come condizione che il duello si sarebbe tenuto solo dopo che il Garibaldi avesse dimostrato la falsità delle sue affermazioni.
Dimostrazioni che l'altra parte non fece mai.
In questo periodo il Roselli si ritirò a vita privata in esilio a Genova, evitando vari sicari garibaldini che lo cercavano per "ristabilire" l'onore del loro comandante.
Nel 1854 sperò di poter venire a Trieste per la costruzione dell'acquedotto, essendo specialista in costruzioni idrauliche.
Nel 1859 fu Generale nell'Esercito dell'Italia Centrale e assunse il comando di una divisione di volontari.
Nel 1860 entrò nell'esercito italiano con il grado di tenente generale.
Con l'esercito italiano partecipò alla conquista di Ancona dove liberò dai lavori forzati il fratello Ercole Roselli.
Fino a quando fu collocato a riposo nel 1865 comandò la piazza di Ancona.
Pietro Roselli morì ad Ancona nel 1885 solo e dimenticato ed in un primo tempo fu sepolto, per sua esplicita volontà, in quella città.
Nel 1886 il comune di Roma decise di onorare la memoria dell'illustre concittadino concedendo gratuitamente l'area di sepoltura nel cimitero monumentale del Verano e partecipando alle spese per la realizzazione della sua tomba.
Il monumento fu progettato da Ignazio Roselli Lorenzini, nipote del Generale, e nel 1896 fu realizzato in pietra gabina dallo scultore Adalberto Cencetti (1847 - 1907).
La tomba monumentale è composta da un'ara decorata sul fronte da un bassorilievo raffigurante un leone e sormontata da una copertura curvilinea con volute laterali.
L'ara è posta su di un alto basamento a pianta rettangolare formato da tre gradoni.
Sul fronte del gradone inferiore è incisa la dedica da parte del Comune di Roma al Generale, mentre sul retro sono riportate la data di nascita e di morte dell'eroe.
A fine Ottocento, dopo l'unità di Italia, il comune di Roma dedicò ai combattenti della Repubblica Romana una serie di Busti dei patrioti sul Gianicolo. Quello del Generale Pietro Roselli fu realizzato dallo scultore Pietro Benedetti nel 1893.
Nel maggio 2005 il busto del Generale Pietro Roselli, insieme a quelli del Generale garibaldino Masi e del Maggiore Luigi Ceccarini, fu decapitato da dei vandali. Ad agosto 2005 i carabinieri di Civitavecchia, insieme ai colleghi del comando tutela del patrimonio culturale, ritrovarono i busti e la sovrintendenza si occupò dei lavori di restauro.
Qualche mese dopo il restauro, il busto del Generale Roselli, insieme a quello di uno degli altri due eroi risorgimentali già danneggiati in precedenza, fu nuovamente decapitato e abbattuto al suolo. Da allora la testa non è stata più ritrovata.
A febbraio 2011 grazie ai fondi per i festeggiamenti dell'Unità d'Italia la sovrintendenza, grazie anche al materiale fotografico fornitogli dai discendenti del Generale, si è occupata di far realizzare un duplicato della testa in modo da poter far restaurare il busto.
| Originale del 1893                                                                       | Atto vandalico maggio 2005                                                                            | Atto vandalico fine 2005 | Restauro 150 anni Unità di Italia                                                                                              |
| ---------------------------------------------------------------------------------------- | --- | --- | --- |
| Busto del Generale Roselli originale del 1893 - Archivio Roselli Lorenzini.              | Busto del Generale Roselli dopo il primo atto vandalico del maggio 2005 - Archivio Roselli Lorenzini. | Quel che era rimasto del busto del Generale Roselli dopo il secondo atto vandalico di fine 2005 - Archivio Roselli Lorenzini. | Busto del Generale Pietro Roselli restaurato per i 150 anni dell'Unità di Italia - 17 marzo 2011 - Archivio Roselli Lorenzini. |
| Busto del Generale Roselli con la testa originale del 1893 - Archivio Roselli Lorenzini. | Busto del Generale Roselli dopo il primo atto vandalico del maggio 2005 - Archivio Roselli Lorenzini. | Quel che era rimasto del busto del Generale Roselli dopo il secondo atto vandalico di fine 2005 - Archivio Roselli Lorenzini. | Busto del Generale Pietro Roselli restaurato per i 150 anni dell'Unità di Italia - 17 marzo 2011 - Archivio Roselli Lorenzini. |

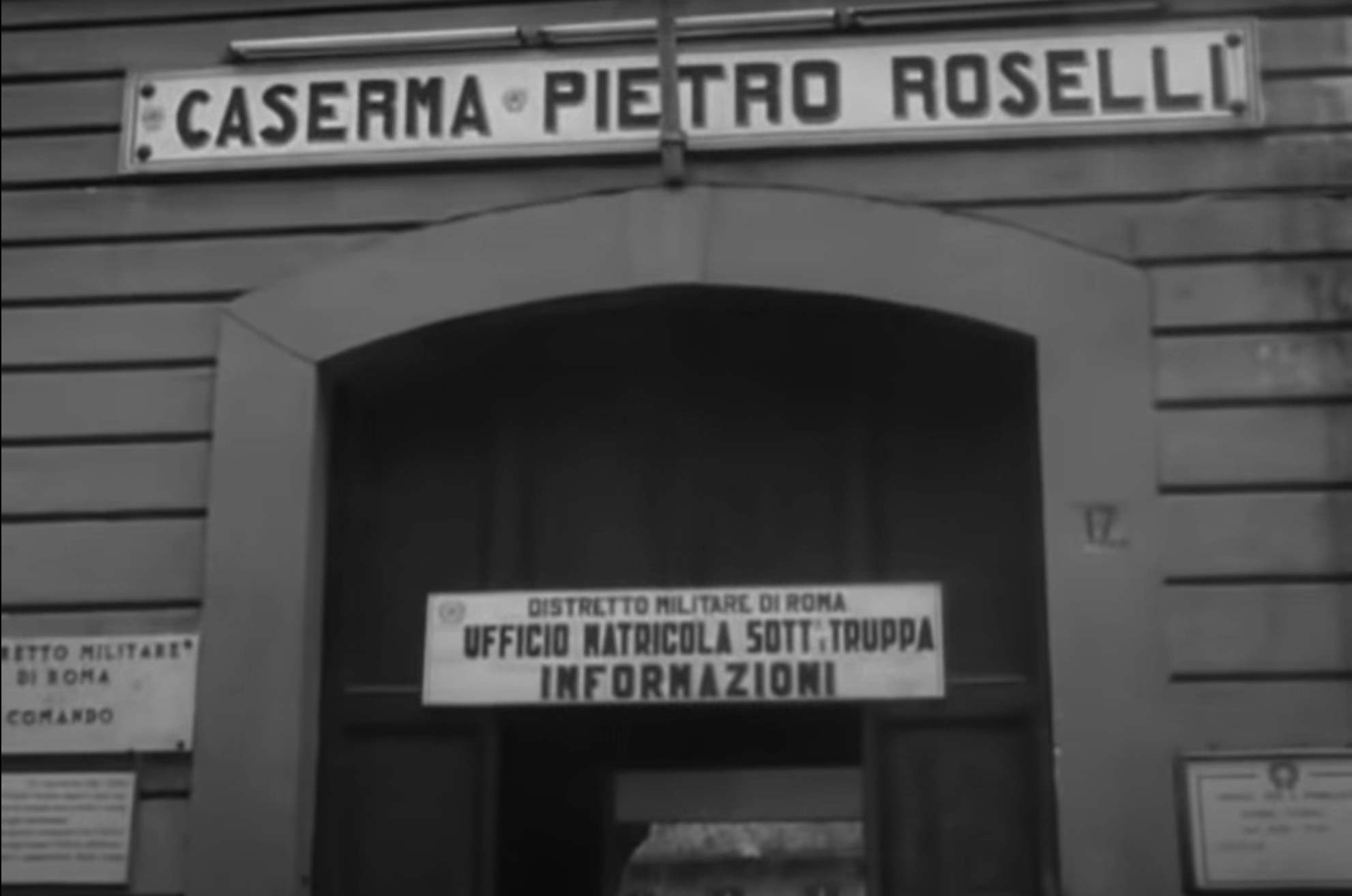
Caserma Pietro Roselli - Via Sforza 17, Roma

A Pietro Roselli, inoltre, fu dedicata dallo stato italiano una caserma sita in Roma a via Sforza 17. 
Nell'ordine di servizio del Genio n°68 del 1 Maggio 1905  "Cambio di denominazione di caserme nei territori del I, VI e IX corpo d'armata" viene stabilito il cambio di nome della caserma Filippine in caserma Pietro Roselli.
La caserma è ancora visibile nelle scene del film "Il bigamo" del 1955 diretto da Luciano Emmer al minuto 1:08:03.
Dopo il 1955, alla caserma fu cambiata nuovamente la denominazione, andandola a intitolare a Rodolfo Betti, medaglia d'oro al valor militare della seconda guerra mondiale.

## Opere
- Pietro Roselli, Nuove questioni sulla tattica, Tip. dell'Ospizio Apostolico Presso P. Aurelj, 1842
- Pietro Roselli, Memorie relative alla spedizione e combattimento di Velletri avvenuto il 19 maggio 1849, A. Pons, 1853.